# Bromure de tert-butyle
Le bromure de tert-butyle est un bromoalcane de formule chimique (CH3)3CBr, souvent abrégée Me3CBr dans les équations chimiques. Il s'agit d'un liquide jaune foncé faiblement soluble dans l'eau, très volatil et très inflammable, susceptible de former des mélanges explosifs avec l'air. Il s'hydrolyse rapidement en tert-butanol (CH3)3COH et acide bromhydrique HBr en présence d'eau. Lorsqu'il est dissous dans le méthanol, il réagit rapidement par solvolyse pour donner du méthyl tert-butyl éthet (CH3)3COCH3 (MTBE) et de l'isobutène (CH3)2=CH2. Il est distribué commercialement stabilisé avec du carbonate de potassium K2CO3.
La molécule consiste en un groupe tert-butyle lié à un atome de brome. Ce composé est employé comme réactif en chimie organique. Par exemple, il permet l'alkylation du cyclopentadiène C5H6 en di-tert-butylcyclopentadiène (Me3C)2C5H4 :
C5H6 + 2 NaOH + 2 Me3CBr ⟶ (Me3C)2C5H4 + 2 NaBr + 2 H2O.
On peut le préparer en faisant réagir du tert-butanol (CH3)3COH avec du bromure d'hydrogène HBr ; une autre voie possible est la réaction de l'isobutane (CH3)3CH avec le brome.